# Baotocecea

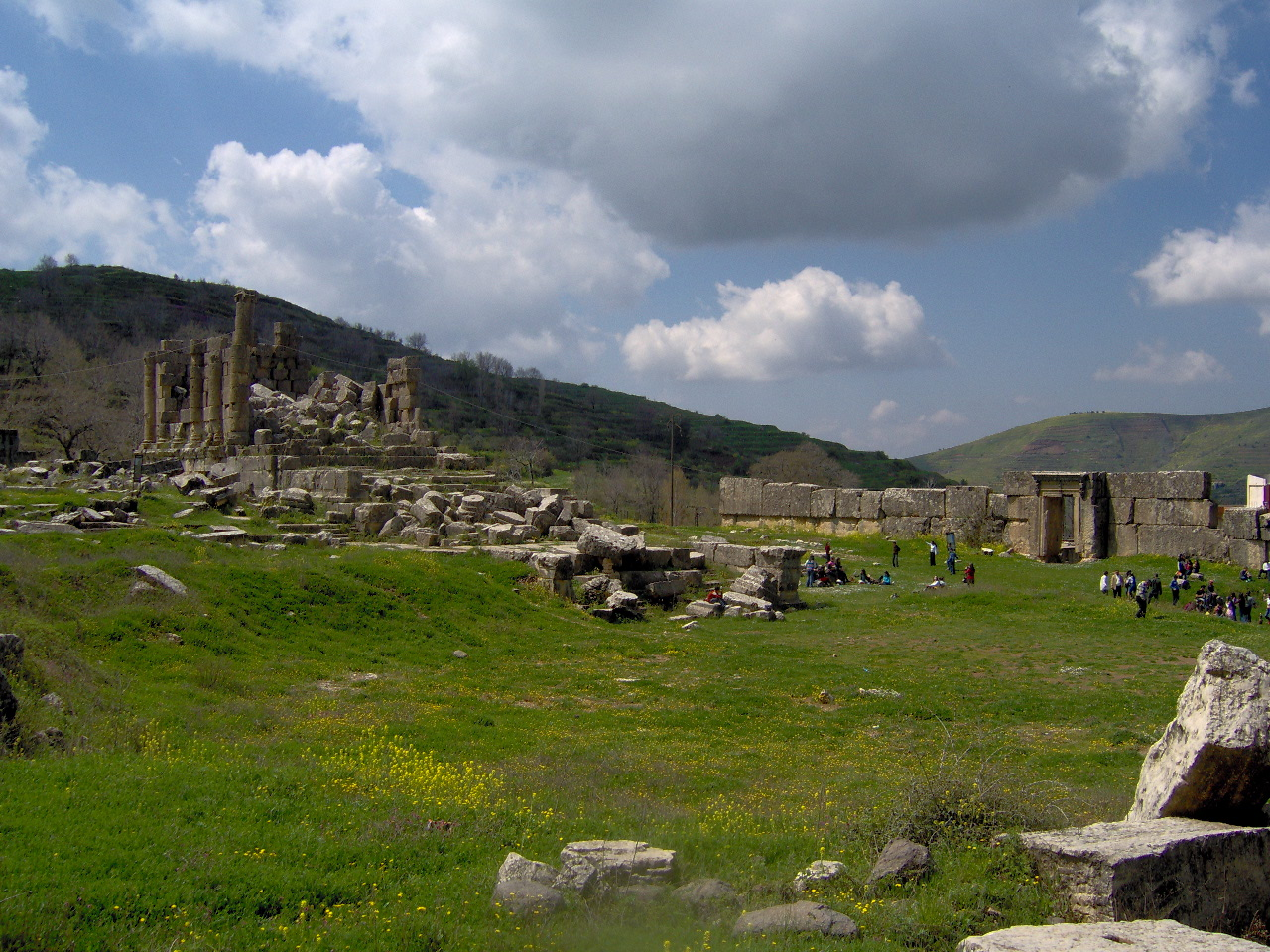
A templom az udvar északkeleti sarkából

Baotocecea (arabul بيت سيسي – Bayt Sīsī vagy بيت خيخي – Bayt H̱īẖī vagy بيت خيخة – Bayt H̱īẖa) egy föníciai eredetű ókori vallási központ volt a mai Szíria területén, az Alavita-hegységben. Ma a Tartúsz kormányzóságban található, Maszjáftól 30 kilométerre délre, a Krak des Chevaliers-től mintegy 15 kilométerre északra és Száfítától körülbelül 23 kilométerre keletre a Hoszn Szulajmán (arabul حصن سليمان – Ḥiṣn Sulaymān – „Szulajmán erődje”) nevű faluban.

## Története

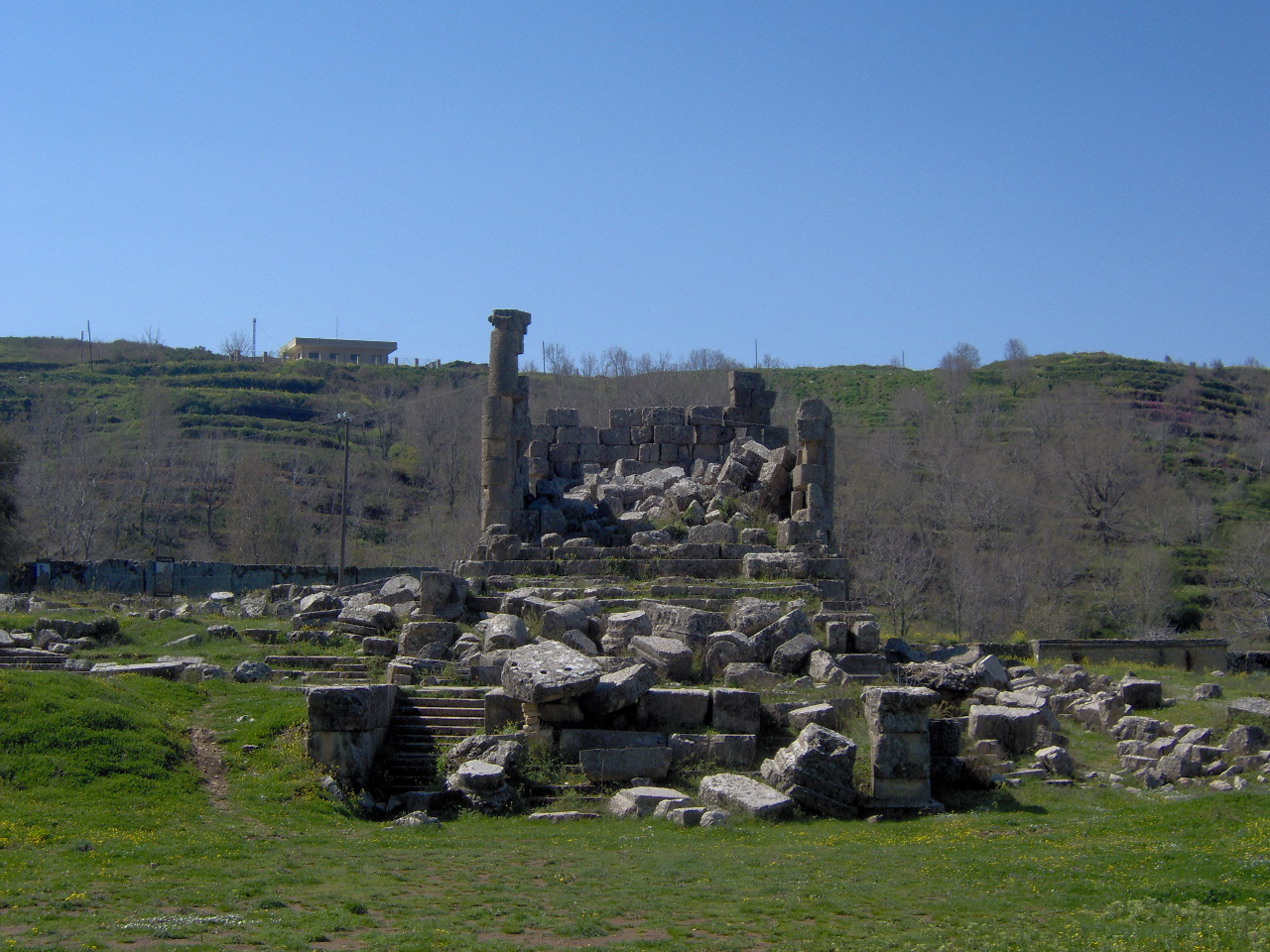
A szentély észak felől

Az első építkezések valószínűleg a környék betelepülésével párhuzamosan, a Kr. e. 539-es perzsa hódítás után kezdődtek a vidéken. A templomot eredetileg Baal egy helyi változatának szentelték, akit a hellenisztikus időkben Zeusszal azonosítottak. A templomudvaron átfolyó patakot Astarté istennőhöz kötötték. A térség Arvád szigetének befolyási övezetébe tartozott, az itt kitermelt faanyagnak nagy szerepe volt a föníciai állam hajóépítésében.
A ma látható maradványok a Kr. e. 64-gyel kezdődő szíriai római uralom idejéből származnak: az első építkezések az 1. században kezdődtek, de a munka oroszlánrészét Septimius Severus császársága alatt, a 2. század legvégén végezték. A császárok támogatták az itteni kultuszt, Valerianus és Gallienus 255-ös felirata a komplexum falán megerősíti a helyi lakosság privilégiumait. A szentély a 4. századig működött, addig is adómentességet élvezett, és rendelkezett a környékbeli lakosság adója felett.
Jupiter Baotoceceanus temploma mellett egy másik, meghatározatlan funkciójú rom (templom vagy nymphaeum) is látható, amibe utóbb keresztény bazilika épült. Ez utóbbi miatt szokás dajr, azaz kolostor névvel illetni ezt az épületcsoportot. Az épület mérvadó leírását a német Daniel Krencker és Willy Zschietzschmann készítette el az 1930-as években. A szír régészeti igazgatóság 1990-91-tal kezdődően kisebb feltárásokat folytatott még a romoknál.

## A romok

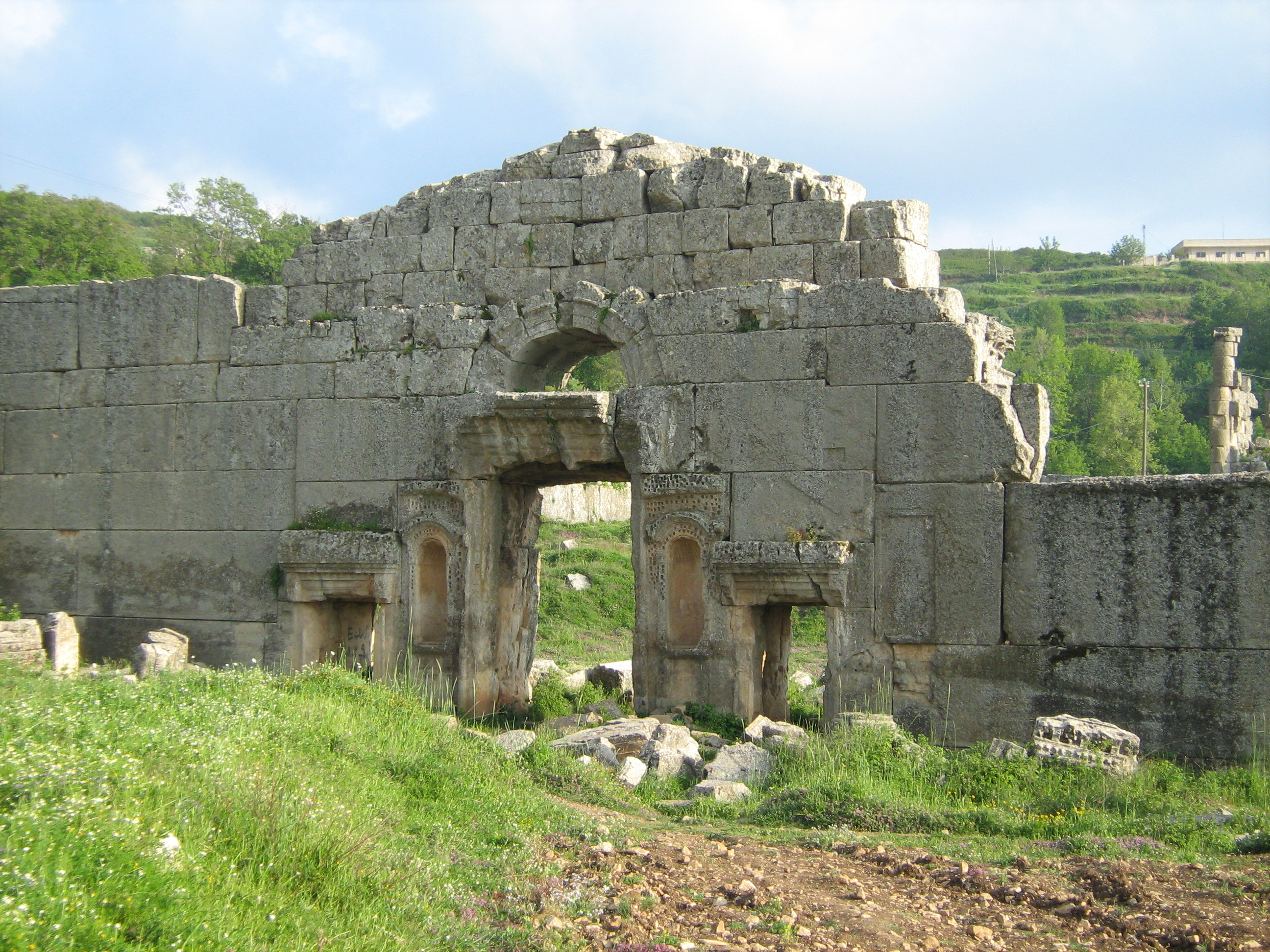
Az északi portikusz

Huszn Szulajmán temploma egy 134×85 méteres udvarból és az ennek közepén álló szentélyből áll, követve az általános szír-föníciai modellt (egyéb példái Ugaritban, Baalbekben, Palmürában, Damaszkuszban és számos más helyen előfordulnak). Az udvar jórészt még mindig álló, de több helyen már ledőlt falai küklopikus kövekből épültek, némelyik kő az akár 10×2,5 méteres nagyságot is eléri. Mindegyik fal közepén van egy-egy kapu, ezek közül az északi a legnagyobb: 15 méter széles, hármas bejárat, amelyhez kívül és belül egyaránt nyolc-nyolc oszlopból álló portikusz csatlakozott. A külső portikuszt egy-egy fülke és két oldalbejárat díszítette, és a fentebb említett császárfeliratot is itt helyezték el. Az északi falat emellett két végén egy-egy kisebb oroszlándombormű ékesíti.
A keleti és nyugati kapu jóval kisebb és kevésbé díszes, egyébként szinte egymás tükörképei. A két szemöldökkő almennyezetét egy sast és két embert ábrázoló faragások díszítik, kívülről pedig egy-egy fülke van a kapuk két oldalán. Az udvar felőli oldalon oroszlánfej, kívülről emberi arcok faragványai díszítik e két kaput. A keleti kapu külső falán egy 171-ből származó görög nyelvű felirat a helyiek felajánlásáról emlékszik meg. Az egyszerű kivitelű déli kapu nem maradt meg, a helyét ma egy modern kori ház foglalja el.
Az észak felé nyíló cella maga nagyon romos állapotban van, tele a saját omladékával, de az megállapítható, hogy pszeudoperipterosz típusba tartozott. Főhomlokzata előtt hat oszlop állt, ezekhez 39 lépcsőfok vezet fel az udvarról, amiket egy kisebb terasz tagol: annak idején itt állt az egyik áldozati oltár. (Egy jóval nagyobbat a cellától keletre helyeztek el.) A cellán belül egy lépcső maradványait is megtalálták, ez minden valószínűség szerint a szertartásokhoz használt tetőteraszra vezetett fel.
A dajr nevezetű komplexumot a pogány templomtól ma út választja el. Romjain még mai is mezőgazdasági termelés folyik, néhány falszakasz mellett egyetlen látványos része van: egy kis, két jón stílusú oszloppal ellátott templomhomlokzat, amelyet sasdombormű díszít.